# Tommy Wiseau
Tommy Wiseau (Poznań, 3 de dezembro de 1955), pseudônimo de Tomasz Wieczorkiewicz é um ator e cineasta polaco-americano conhecido por ter produzido o filme The Room de 2003, descrito por muitos críticos como um dos piores já feitos e que ganhou o status de filme cult. Também dirigiu o documentário Homeless in America (2004) e a sitcom The Neighbors (2015). Em 2013 teve o processo de gravação do seu filme destrinchado no livro de Greg Sestero The Disaster Artist, que foi adaptado para os cinemas em 2017, sob a direção de James Franco, que também interpretou Wiseau.

## Biografia
Tommy Wiseau nasceu em Poznań, na Polônia, por volta de 1955. Pouco se sabe sobre a vida pessoal de Wiseau, visto que ele mantém em segredo. Um exemplo é que Tommy Wiseau sequer é seu nome verdadeiro. O ator afirma ter crescido na cidade de Nova Orleães. 
Greg Sestero, melhor amigo de Wiseau e ator no filme The Room, afirma que Wiseau imigrou primeiramente para a França, usando o nome Pierre. Passando dificuldades financeiras e chegando a morar na rua, Tommy nutriu o sonho de uma boa vida nos Estados Unidos. Ao juntar dinheiro o suficiente, mudou-se para Nova Orleães. 
Wiseau arcou com os custos de The Room totalmente sozinho, desembolsando $6 milhões de dólares para o filme. Quando perguntado sobre como conseguiu o dinheiro, Tommy afirma que foi vendendo jaquetas de couro importadas da Coréia do Sul. Wiseau também pagou por 5 anos de anúncio do filme em um outdoor na Highland Avenue, Hollywood.